# Qazanbulaq
Qazanbulaq è un comune dell'Azerbaigian situato nel distretto di Goranboy. Conta una popolazione di 623 abitanti.